# Hazaribagh (Distrikt)
Hazaribagh ist ein Distrikt im indischen Bundesstaat Jharkhand. 
Die Fläche beträgt 3555 km². Verwaltungssitz ist die gleichnamige Stadt Hazaribagh.

## Geschichte
Der Distrikt gehört zum naxalitisch-kommunistisch beeinflussten „Roten Korridor“.

## Bevölkerung

### Übersicht
Die Einwohnerzahl lag bei 1.734.495 (2011). Die Bevölkerungswachstumsrate im Zeitraum von 2001 bis 2011 betrug 25,79 % und lag damit sehr hoch. Hazaribagh hat ein Geschlechterverhältnis von 947 Frauen pro 1000 Männer und damit einen für Indien häufigen Männerüberschuss. Der Distrikt hatte 2011 eine Alphabetisierungsrate von 69,75 %, eine Steigerung um knapp 12 Prozentpunkte gegenüber dem Jahr 2001. Die Alphabetisierung liegt damit minimal über dem nationalen Durchschnitt. Knapp 80,6 % der Bevölkerung sind Hindus, ca. 16,2 % sind Muslime, ca. 1,0 % sind Christen, ca. 0,1 % sind Sikhs und Jainas und 2,1 % gaben keine Religionszugehörigkeit an oder praktizierten andere Religionen. 16,3 % der Bevölkerung sind Kinder unter 6 Jahre.

### Bevölkerungsentwicklung
In den ersten Jahrzehnten des 20. Jahrhunderts wuchs die Bevölkerung im Gegensatz zu anderen Gebieten bereits stark an. Trotz Seuchen, Krankheiten und Hungersnöten. Seit der Unabhängigkeit Indiens hat sich die Bevölkerungszunahme beschleunigt. Während die Bevölkerung in der ersten Hälfte des 20. Jahrhunderts um rund 64 % zunahm, betrug das Wachstum zwischen 1961 und 2011 248 %. Die Bevölkerungszunahme zwischen 2001 und 2011 lag bei 25,79 % oder rund 356.000 Menschen. Die Entwicklung verdeutlichen folgende Tabellen:
| Jahr      | 1901    | 1911    | 1921    | 1931    | 1941    | 1951    | 1961    | 1971    | 1981    | 1991      |
| Einwohner | 241.612 | 264.297 | 261.915 | 311.227 | 359.218 | 397.342 | 498.034 | 643.086 | 854.377 | 1.101.171 |

### Bedeutende Orte
Im Distrikt gibt es nebst dem Hauptort Hazaribagh mit 142.489 Bewohnern laut Volkszählung 2011 noch 16 weitere Orte, die als Städte (towns und census towns) gelten. Dennoch ist die Verstädterung, da es sich meist um kleinere Orte handelt, gering. Denn nur 275.307 der 1.734.495 Einwohner oder 15,87 % leben in städtischen Gebieten. Folgende Ortschaften haben nebst Hazaribagh mehr als 10.000 Einwohner:

### Volksgruppen
In Indien teilt man die Bevölkerung in die drei Kategorien general population, scheduled castes und scheduled tribes ein. Die scheduled castes (anerkannte Kasten) mit (2011) 303.515 Menschen (17,50 Prozent der Distriktsbevölkerung) werden heutzutage Dalit genannt (früher auch abschätzig Unberührbare genannt). Die scheduled tribes sind die anerkannten Stammesgemeinschaften mit (2011) 121.768 Menschen (7,02 Prozent der Distriktsbevölkerung), die sich selber als Adivasi bezeichnen. Zu ihnen gehören in Jharkhand 32 Volksgruppen. Mehr als 5000 Angehörige zählen die Santal (59.838 Menschen oder 3,45 % der Distriktsbevölkerung), Oraon (20.288 Menschen oder 1,17 % der Distriktsbevölkerung), Munda (15.619 Menschen oder 0,90 % der Distriktsbevölkerung), Karmali (7209 Menschen oder 0,42 % der Distriktsbevölkerung) und Bedia (6753 Menschen oder 0,39 % der Distriktsbevölkerung).

### Bevölkerung des Distrikts nach Bekenntnissen
Eine deutliche Mehrheit der Bevölkerung sind Hindus. Daneben gibt es mit den Muslimen eine starke Minderheitsreligion. Eine große Anhängerschaft haben immer noch die Traditionellen Religionen.
In allen 16 Blocks sind die Hindus in der Mehrheit. Mit Anteilen zwischen 67,46 % im Block Katkamsandi und 92,79 % im Block Padma. Die muslimischen Hochburgen sind die Blocks Chalkusa (22,56 %), Hazaribagh (21,32 %), Katamdag (23,91 %) und Katkamsandi (28,48 %). Und in den Blocks Churchu (14,90 % Anteil) und Dadi (13,91 % Anteil) gibt es zahlreiche Menschen, die ihre traditionelle Religion ausüben. 
Die genaue religiöse Zusammensetzung der Bevölkerung zeigt folgende Tabelle:
| Jahr                                   | Buddhisten | Buddhisten | Christen | Christen | Hindus    | Hindus | Jainas | Jainas | Muslime | Muslime | Sikhs | Sikhs | Andere Religionen | Andere Religionen | keine Angaben | keine Angaben | Total     | Total    |
| Jahr                                   | Zahl       | %          | Zahl     | %        | Zahl      | %      | Zahl   | %      | Zahl    | %       | Zahl  | %     | Zahl              | %                 | Zahl          | %             | Zahl      | %        |
| -------------------------------------- | ---------- | ---------- | -------- | -------- | --------- | ------ | ------ | ------ | ------- | ------- | ----- | ----- | ----------------- | ----------------- | ------------- | ------------- | --------- | -------- |
| 2011                                   | 71         | 0,00       | 17.137   | 0,99     | 1.397.227 | 80,56  | 1676   | 0,10   | 281.247 | 16,21   | 1312  | 0,08  | 34.154            | 1,97              | 1671          | 0,10          | 1.734.495 | 100,00 % |
| Quelle: Ergebnis der Volkszählung 2011 |            |            |          |          |           |        |        |        |         |         |       |       |                   |                   |               |               |           |          |

## Bildung
Dank bedeutender Anstrengungen steigt die Alphabetisierung. Sie ist dennoch noch weit weg vom Ziel der kompletten Alphabetisierung. Typisch für indische Verhältnisse sind die starken Unterschiede zwischen Stadt und Land sowie den Geschlechtern. Mehr als neun von zehn Männern in den Städten können lesen und schreiben – aber nur knapp mehr als die Hälfte der Frauen auf dem Land. Seit der Gründung des Bundesstaats Jharkhand hat sich die Einschulungsrate deutlich erhöht. Mittlerweile gehen laut Angaben des Bundesstaats Jharkhand rund 95 % der Kinder im entsprechenden Alter in die Grundschule. Dies hat zu einem deutlichen Anstieg der Alphabetisierung zwischen 2001 und 2011 geführt.
| Alphabetisierung im Distrikt                        |                   |                   |                   |                   |
| Einheit                                             | Volkszählung 2001 | Volkszählung 2001 | Volkszählung 2011 | Volkszählung 2011 |
| Einheit                                             | Anzahl            | Anteil            | Anzahl            | Anteil            |
| GESAMT                                              | 629.777           | 54,49 %           | 1.013.249         | 69,75 %           |
| Männer                                              | 402.882           | 69,38 %           | 596.113           | 80,01 %           |
| Frauen                                              | 226.985           | 39,46 %           | 417.136           | 58,95 %           |
| STADT GESAMT                                        | 138.201           | 83,79 %           | 205.240           | 85,49 %           |
| Stadt-Männer                                        | 80.635            | 90,05 %           | 113.777           | 90,59 %           |
| Stadt-Frauen                                        | 57,566            | 77,39 %           | 91.463            | 79,89 %           |
| LAND GESAMT                                         | 491.576           | 49,62 %           | 808.009           | 66,64 %           |
| Land-Männer                                         | 322.247           | 65,61 %           | 482.336           | 77,86 %           |
| Land-Frauen                                         | 169.329           | 33,89 %           | 325.673           | 54,91 %           |
| Quelle: Ergebnisse der Volkszählungen 2001 und 2011 |                   |                   |                   |                   |